# Nordfinska evakueringen

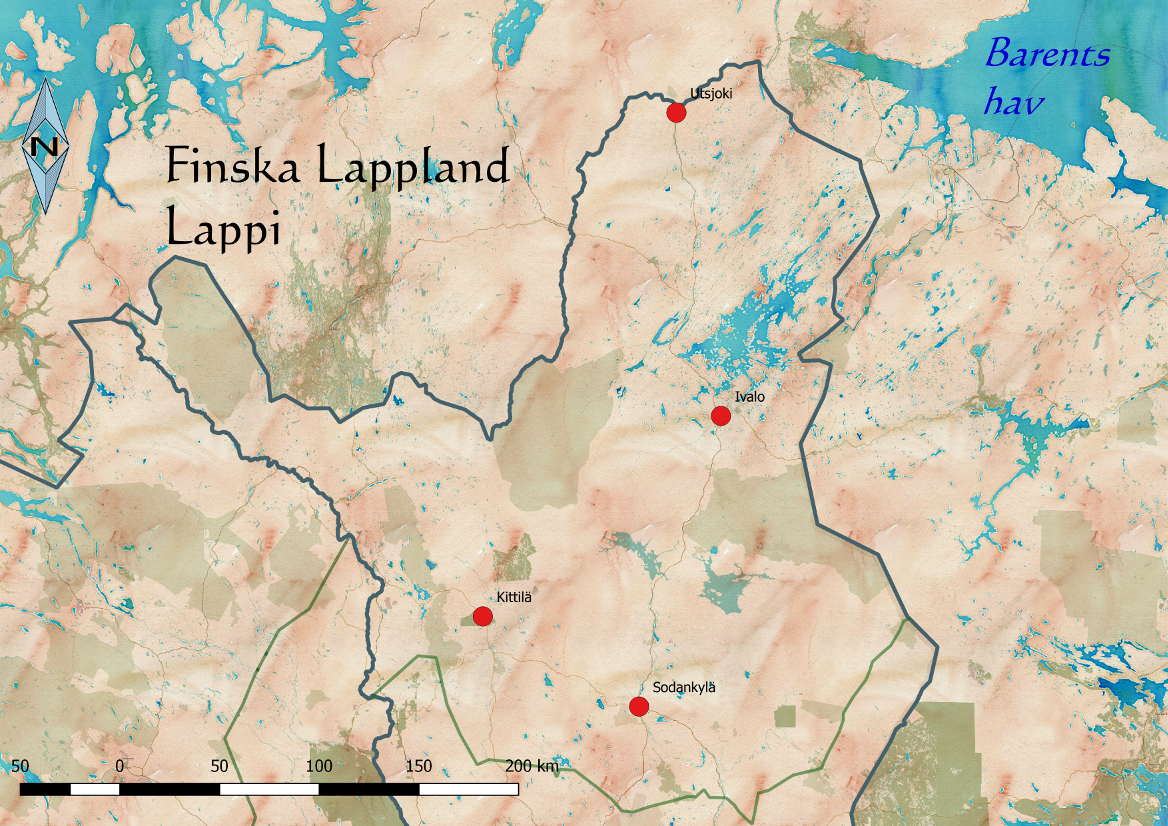
Finska Lappland, efterkrigsgränser

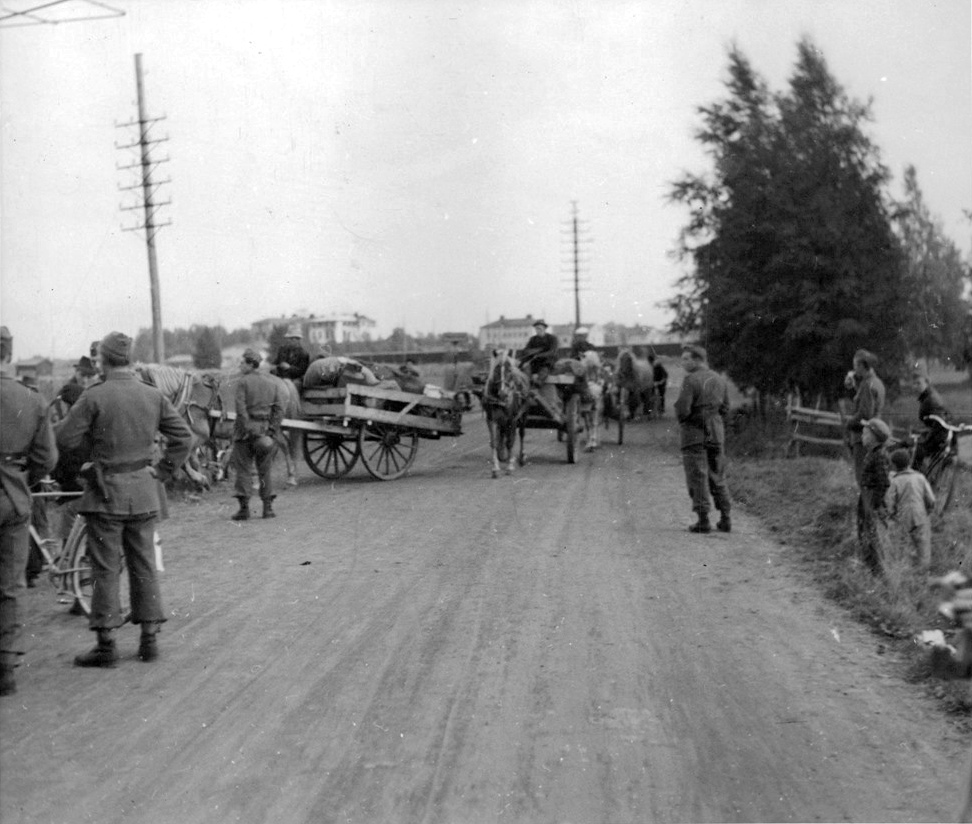
Flyktingar vid ankomst till Haparanda

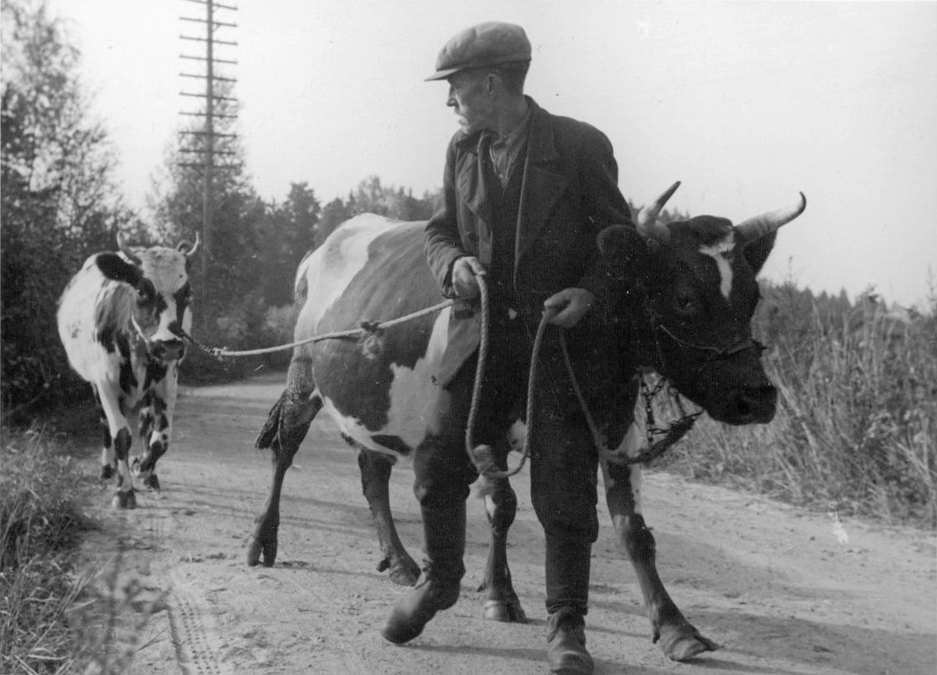
Flykting i Torneå

Nordfinska evakueringen genomfördes i september och oktober 1944 efter Mellanfreden i Moskva i september, under Lapplandskriget. Enligt vapenstilleståndsavtalet måste Finland se till att de tyska trupperna lämnade Finland senast den 15 september 1944, men det framstod som klart för den finländska krigsledningen att tyskarna inte skulle lämna landet frivilligt. Överbefälhavaren Gustaf Mannerheim beslöt den 3-4 september 1944 därför att evakuera norra Finland för att få ut civilbefolkningen ur området. Från den 8 september 1944 evakuerades civilbefolkningen där och i Kuusamo, Posio, Taivalkoski, Suomussalmi och Hyrynsalmi till Sverige och till söder om Uleåborg.

## Asyltillstånd i Sverige
Statsrådet beordrade Finlands ambassadör i Stockholm Georg Achates Gripenberg tidigt på morgonen den 7 september att begära att Sveriges regering omedelbart skulle tillåta att ta emot 100.000 flyktingar. Gripenberg mötte kabinettssekreteraren Erik Boheman på Utrikesdepartementet, som gav besked om att svar skulle lämnas vid lunchtid. Han återkom efter två timmar och meddelade att "hundratusen får komma, förutsatt att någon reser till Stockholm och berättar vad allt handlar om". Dagen efter hölls konselj på Stockholms slott med kronprins Gustav Adolf för att ordna det formella.
Evakueringen startade den 8 september och pågick in i oktober. Som mest kunde 3 000 personer anlända med tåg eller, efter veckor till fots, över landsvägsbron till Haparanda eller med flottfärjor från de svenska ingenjörstruppperna, bland annat ovanför Kukkolaforsen och vid Ruskola. Flyktingarna inkvarterades i skolor, bönhus och i provisoriska läger. I Haparanda användes ett cirkustält som transitplats.

## Evakueringen
Evakueringen ledde bland annat till att det under hösten kom omkring 6 000 människor och 5 000 kor vandrande från Finland till enbart Skellefteåområdet. Totalt evakuerades 75 procent av befolkningen i finska Lappland under hösten 1944. Av dessa kom ungefär 56 000 personer och 22 000 kor till Sverige. Ytterligare omkring 44 000 människor evakuerades till Österbotten. 
De flesta återvände till Finland våren 1945, upp till tio månader efter flykten då många byar och städer var nedbrända. En del blev kvar, till exempel kvinnor som hittat en partner i Sverige, men framförallt ensamkommande barn.
Evakueringen anses haft betydelse för bevarandet av den nordfinska lantrasen, som annars riskerat att utrotas under kriget.

## Västerbotten
Den 1 oktober gjorde finländska trupperna ett anfall bakom tyskarnas linjer i Torneå och drev efter en vecka fienden uppåt älvdalen. Granater föll också ned i Haparanda, varför flyktingarna sändes vidare långt ned till Västerbotten.
Ansvarig inkvarteringschef för Västerbotten var Denis Sundberg.